# Juan Manuel Martín del Campo
Juan Manuel Martín del Campo (14 de dezembro de 1917 - 13 de agosto de 1996) foi um padre e exorcista católico romano mexicano. Ele era aluno e amigo do bispo São Rafael Guízar Valencia e estudou em segredo para o sacerdócio durante a Guerra Cristera, que atormentou o México nos anos trinta. Ele foi até apelidado de "o novo Padre Pio " devido às suas semelhanças com os capuchinhos italianos.
Ele foi intitulado Servo de Deus sob o Papa Bento XVI em 27 de novembro de 2008, quando a causa da canonização começou e foi nomeado Venerável em 30 de setembro de 2015, depois que o Papa Francisco confirmou que o falecido padre levava uma vida de virtude heróica.

## Vida
Juan Manuel Martín del Campo nasceu em 14 de dezembro de 1917 em Ana Martín del Campo. Seus pais conduziam seus filhos em rosários com frequência e sua mãe o abençoava antes de ele dormir. Seu irmão mais velho, Fernando, tornou-se padre.
Ele estudou para o sacerdócio em Veracruz durante um período de perseguição religiosa da Guerra Cristera  e, assim, assistiu a aulas subterrâneas que eram conduzidas em segredo e passava a maior parte do tempo administrando aos pobres e doentes, ajudando também a conduzir Missas secretas para evitar a detecção. Ele chamou a atenção do Bispo São Rafael Guízar Valencia, que começou a orientar o seminarista e também a tornar-se um amigo íntimo. O sucessor de Valência - Manuel Pío López - o nomeou acólito (aquele que prepara as celebrações litúrgicas) em 16 de julho de 1939.  Foi ordenado sacerdote em 21 de dezembro de 1940 e tornou-se professor e diretor espiritual, sendo nomeado prefeito de teólogos entre 1940 e abril de 1947, quando foi confessor das Irmãs de Banderilla. Como confessor popular, ele costumava passar de seis a oito horas no confessionário com pessoas que esperavam até meia-noite para vê-lo.
Em 1954, tornou-se diretor diocesano da obra de Propagação da Fé e, em 1956, tornou-se capelão e diretor espiritual do Motolinía College em 1956. De 1960 a 1970, atuou como pastor paroquial de São Jerônimo em Coatepec e fundou o "Colégio México" lá em Coatepec. Em 1961, ele serviu como confessor das Irmãs da Santíssima Trindade na mesma cidade e também foi o cânone penitenciário da Catedral de Xalapa, de 1970 a 1985.
Ele serviu como reitor interino da Igreja do Sagrado Coração em Xalapa em 1985 e serviu como reitor da Igreja de San Isidro em Xalapa também em 1987. Ele se tornou o exorcista arquidiocesano em 1987, a pedido do bispo Sergio Obeso Rivera, e permaneceu nessa posição até 1995, quando se aposentou.
Ele morreu em 13 de agosto de 1996 devido a câncer de próstata e seus restos mortais foram alojados na Igreja de São Jerônimo em Coatepec em 2010.

## Processo de beatificação
O processo de beatificação começou sob o Papa Bento XVI em 27 de novembro de 2008, após a Congregação para as Causas dos Santos ter concedido o " nihil obstat " ('nada contra') à causa e o intitulado como Servo de Deus. O processo diocesano foi aberto na arquidiocese de Xalapa em 5 de fevereiro de 2009 e concluiu seu trabalho pouco depois em 23 de abril de 2010. O CCS validou o processo em 7 de julho de 2011 em Roma.
Em 2013, a postulação apresentou o Positio, que permitia a um grupo de teólogos aprovar seu conteúdo em 25 de novembro de 2014. Os membros do CCS também votaram a favor da causa em 22 de setembro de 2015. Ele se tornou Venerável em 30 de setembro de 2015, depois que o Papa Francisco aprovou sua vida de virtude heróica.

O postulador atual atribuído a esta causa é Rev. Rafael González Hernández.